# David Kellogg Cartter

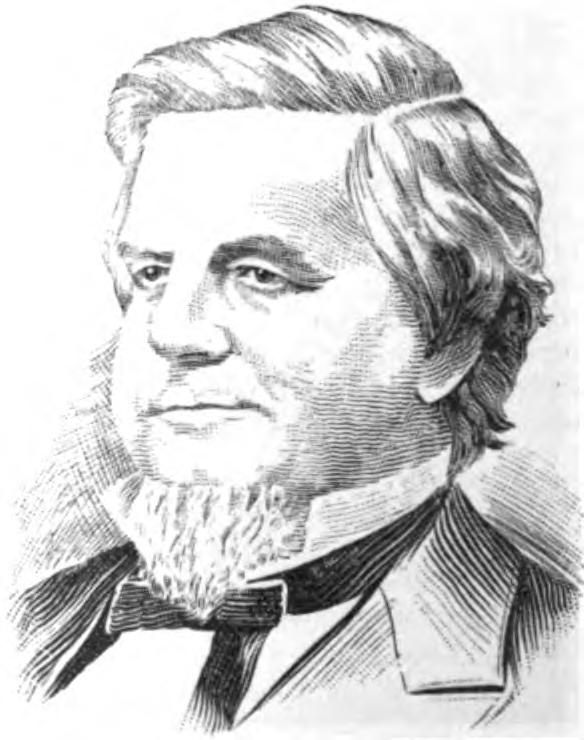
David Kellogg Cartter

David Kellogg Cartter (* 22. Juni 1812 im Jefferson County, New York; † 16. April 1887 in Washington, D.C.) war ein US-amerikanischer Jurist und Politiker. Zwischen 1849 und 1853 vertrat er den Bundesstaat Ohio im US-Repräsentantenhaus; später wurde er Bundesrichter.

## Werdegang
David Cartter besuchte vorbereitende Schulen. Nach einem anschließenden Jurastudium in Rochester und seiner 1832 erfolgten Zulassung als Rechtsanwalt begann er dort in seinem Beruf zu arbeiten. Vier Jahre später verlegte er seinen Wohnsitz und seine Kanzlei zunächst nach Akron und dann nach Massillon in Ohio. Politisch schloss er sich damals der Demokratischen Partei an.
Bei den Kongresswahlen des Jahres 1848 wurde Cartter im 18. Wahlbezirk von Ohio in das US-Repräsentantenhaus in Washington gewählt, wo er am 4. März 1849 die Nachfolge von Samuel Lahm antrat. Nach einer Wiederwahl konnte er bis zum 3. März 1853 zwei Legislaturperioden im Kongress absolvieren. Diese Zeit war von den Diskussionen um die Frage der Sklaverei bestimmt. Unter anderem wurde der von US-Senator Henry Clay eingebrachte Kompromiss von 1850 verabschiedet. Ab 1851 war Cartter Vorsitzender des Patentausschusses.
Im Jahr 1856 zog Cartter nach Cleveland, wo er als Anwalt praktizierte. Politisch wechselte er zur Republikanischen Partei. Im Mai 1860 nahm er als Delegierter an der Republican National Convention in Chicago teil, auf der Abraham Lincoln als Präsidentschaftskandidat nominiert wurde. Zwischen 1861 und 1862 war er amerikanischer Gesandter in Bolivien. Im Jahr 1863 wurde David Cartter von Präsident Lincoln zum Vorsitzenden Richter am Supreme Court des Bundesbezirks District of Columbia ernannt. Dieses Amt bekleidete er bis zu seinem Tod am 16. April 1887 in Washington. Er wurde in Cleveland beigesetzt. Sein Sitz fiel an Edward Franklin Bingham.